# The Twins Effect
The Twins Effect (千機變, Chin gei bin), també coneguda com Vampire Effect als Estats Units, és una pel·lícula d'acció d’arts marcials de comèdia i terror de Hong Kong del 2003 dirigida per Dante Lam i Donnie Yen. La pel·lícula es va derivar del grup de cantopop Twins i està protagonitzada pels dos membres del grup Charlene Choi i Gillian Chung en els papers principals. Els coprotagonistes inclouen Edison Chen i Ekin Cheng. Jackie Chan fa un cameo com a conductor d'ambulància.
Estrenada el 8 de març de 2003, The Twins Effect va ser un èxit de taquilla a Hong Kong, convertint-se en la pel·lícula nacional més taquillera de l'any. La pel·lícula va guanyar una gran popularitat, principalment dels fans del grup cantopop Twins.

## Argument
Un duc vampir malvat busca matar i recollir la sang d'una família reial de vampirs europeus per esdevenir totpoderós. L'últim membre supervivent de la família, el príncep Kazaf, fuig a Hong Kong amb el seu servent Prada. Allà, l'agent immobiliari Momoko els incita a viure en una església abandonada.
El caçador de vampirs Reeve està deprimit després que la seva parella Lila sigui assassinada per vampirs. Decideix entrenar la germana petita de la Lila, Gypsy, per heretar el deure de la seva germana i lluitar contra el duc vampir. Tanmateix, la pròpia germana de Reeve, Helen, veu Gypsy com un rival.
Al mateix temps, Kazaf coneix Helen i s'enamora d'ella, després de la qual cosa pretén portar la vida d'un ésser humà, però el duc el rastreja. Helen ajuda a Kazaf i el deixa amagar-se a casa seva, on més tard són descoberts per Gypsy. Mentrestant, Reeve cau en el parany del Duc mentre caça vampirs. Helen i Gypsy s'uneixen per salvar-lo.

## Repartiment
- Charlene Choi com a Helen
- Gillian Chung com a gitana
- Ekin Cheng com a Reeve
- Edison Chen com a Kazaf
- Anthony Wong com a Prada
- Mandy Chiang com a Momoko
- Josie Ho com a Lila
- Maggie Lau com a infermera Maggie
- Jackie Chan com a Jackie Fong, la conductora de l'ambulància (aparició de cameo)
- Karen Mok com a Ivy
- Chapman To com a Ken
- Mickey Hardt com a Duke Dekotes
- Cheung Tat-ming com a amiga de Jackie
- Ricardo Mamood com Ethan
- Winnie Leung com a Deborah
- Digger Mesch com a Vampire Thomas
- Marky Lee Campbell com a Vampire Boz
- Mark Strange com a Vampire Smashing
- Philip Chen com a vampir Lebrow
- Daniel Whyte com a Vampire Ice
- Simon Robida com a vampir Zoolander
- Daniel O'Neill com a Vampire Dan
- Bey Logan com a Vampire John
- Robert Meister com el vampir Elron
- Michael Clements com a Vampire Nobals
- Don Ferguson com a Vampire Train
- Philip Ng com a Ambulance Vampire (sense acreditar)
- Matthew Sturgess com a Vampire Food ("sense acreditar")
- Spencer Lam com el pare de Jackie
- Matt Chow com a Matt
- Yumiko Cheng com a convidada al casament
- Victy Wong com a convidada al casament
- Ho Wai-yip com a convidat al casament
- Yeung Yung-lin com a convidat al casament

## Versió alternativa
Després de la seva estrena a Hong Kong, la pel·lícula va ser rebatejada com a Vampire Effect i algunes seqüències es van modificar lleugerament. La nova versió també es va publicar als Estats Units en DVD.
A continuació es mostren algunes diferències entre Vampire Effect i The Twins Effect:
- Algunes escenes i línies de temps de la seqüència d'obertura estan alterades
- El muntatge d'algunes escenes és diferent
- S'han modificat alguns diàlegs
- Es van retallar uns 20 minuts de metratge de la pel·lícula original, però es van afegir algunes escenes noves
- La durada de la nova pel·lícula és més curta que la versió original (88 minuts per a Vampire Effect)
- Algunes partitures/músiques/instrumentals de pel·lícules difereixen de la versió original (compositor diferent)

## Llançament
The Twins Effect es va estrenar a Hong Kong el 8 de març de 2003. A les Filipines, la pel·lícula es va estrenar el 21 de gener de 2004.

### Mitjans domèstics
Hi ha cinc versions de DVD, juntament amb VCD, llançades a Hong Kong:
- DAY FOR NIGHT Edició limitada (limitat a 3000 jocs. 2 DVD inclouen un embalatge especial, l'espasa de Vampire Slayer, 4 fotos autògrafes i un codi imprès individual a la coberta)
- DAY FOR NIGHT Edició limitada: 2a edició (2 DVD inclouen l'embalatge especial de color bronze, l'espasa de Vampire Slayer de color bronze i 4 postals autògrafs)
- Primera premsa 2 DVD amb estoig de cartró metàl·lic / plata
- Segona premsa 2 DVD amb funda de cartró i impressió de disc alterada
- DVD estàndard (sense funda)
- VCD de primera premsa amb estoig de cartró metàl·lic / plata
- Segona premsa / VCD estàndard amb funda de cartró

## Reconeixements
| Llista de reconeixements   | Llista de reconeixements   | Llista de reconeixements | Llista de reconeixements |
| Cerimònia                  | Categoria                  | Receptor                 | Resultat                 |
| -------------------------- | -------------------------- | ------------------------ | ------------------------ |
| 23ns Hong Kong Film Awards | Millor coreografia d'acció | Donnie Yen               | Guanyador                |
| 47ns Premis Golden Horse   | Millor coreografia d'acció | Donnie Yen               | Guanyador                |